# Super Sentai
A Série Super Sentai (スーパー戦隊シリーズ, Sūpā Sentai Shirizu) é uma franquia japonesa de séries de televisão voltadas para o público infantil e infanto-juvenil produzida pela Toei Company, no ar desde 1975, normalmente com uma série por ano. A premissa básica das séries é a de um grupo de geralmente cinco heróis que ganham poderes especiais, usam roupas cada um de uma determinada cor, e possuem um arsenal incluindo mechas, robôs gigantes para combater ameaças alienígenas ou vindas da própria Terra.
O termo japonês sentai, de origem militar, significa "esquadrão" e, em japonês, sua escrita é composta por dois ideogramas: 戦 "sen" (guerra) e 隊 "tai" (grupo).
As duas primeiras séries, Himitsu Sentai Gorenger e JAKQ Dengeki Tai foram criadas pelo mangaka Shôtarô Ishinomori, também responsável pela criação da franquia Kamen Rider e das séries Cyborg 009 e Kikaider, entre outras. A partir da terceira série, Battle Fever J, de 1979, Ishinomori abandona o projeto. Battle Fever J também marca a primeira vez em que o termo Super Sentai foi utilizado, pelo fato de o grupo possuir um robô gigante, elemento sempre presente nas futuras séries.
A partir da quarta série, Denshi Sentai Denziman, os uniformes passaram a ser padronizados, ou seja, todos os integrantes possuíam roupas com os mesmo detalhes e ornamentos, mudando-se apenas as cores e um ou outro detalhe (mais comumente o capacete usado pelos heróis).

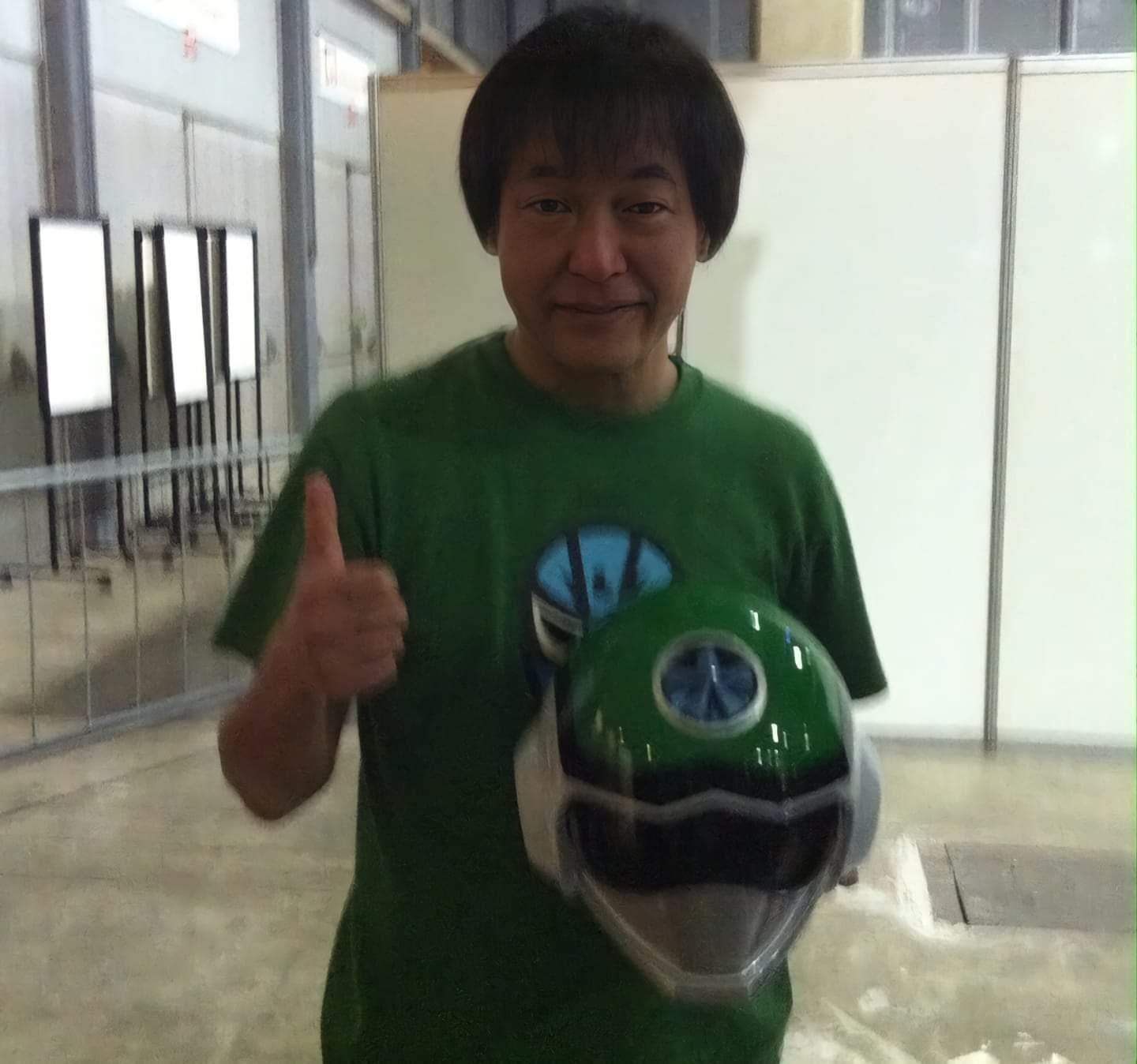
O ator japonês Kihachiro Uemura segura o capacete do Green Flash, de Flashman

Em 1993, a produtora estadunidense Saban Entertainment lançou a série Mighty Morphin Power Rangers, a primeira da franquia Power Rangers; utilizando como material base as cenas de ação de Kyōryū Sentai Zyuranger. A série conta uma história original, independente do universo fictício de Super Sentai, sobre cinco adolescentes que são escolhidos para se tornar super-heróis — denominados Power Rangers — e salvar o mundo. A série foi bem-sucedida comercialmente e acarretou a produção de temporadas subsequentes, cada qual, em geral, adaptando uma das séries da franquia Super Sentai de maneira semelhante à que foi feita em Mighty Morphin Power Rangers.
Shinichiro Shirakura, em entrevista a Charles Kruger, desmentiu boatos de que a franquia iria acabar e que Avataro Sentai Donbrothers seria o último Super Sentai feito pela Toei. Em suas próprias palavras, Shirakura disse que "independentemente de audiência ou de vendas, (a franquia) Super Sentai não vai acabar”. 

## Os Robôs Gigantes (Mechas)
A partir de Battle Fever J, todas as equipes Super Sentai passam a possuir robôs.
Ao longo dos anos, os robôs e os mechas passam a ser gerados por efeitos de computação gráfica (CGI), ganhando formas computadorizadas, começando com algumas cenas de Ohranger (com os Blocker Robos) até Gaoranger, quando os mechas ficaram completamente gerados por computador.
Em Denziman, deu-se a primeira transformação de um mecha em robô (Denji Fighter/Daidenjin), o que durou até 1983 (com exceção de Sun Vulcan e Bioman, em que havia dois mechas que formavam um único robô).
Em Flashman, surgiu o segundo robô (Titan Jr/Grand Titan), que auxiliava o primeiro.
Em Maskman, existiam mechas para cada membro do grupo (que formavam o robô principal da equipe).
Em Jetman, surge um terceiro robô; em Zyuranger, um quarto e um quinto, e até hoje há varias formações de robôs e mechas.
Em Go-Busters, um acerto da produção foi filmar cenas dos mechas em externas, ao invés de estúdio, o que dá um certo “realismo” que até em Gokaiger não se via.

## Hand-Off
A partir de Dekaranger, no último episódio de cada série (após os créditos finais) surge uma pequena cena (durante o anúncio dos patrocinadores) em que o líder da equipe (no caso, a série que termina) passa o bastão simbolicamente para o líder da próxima equipe (no caso, a série que estreia na semana seguinte), geralmente em um fundo preto com iluminação em vermelho. Desde então, a tradição se repete todos os anos no final de cada série da franquia Super Sentai.

## O gênero fora do Japão
Muitas séries da franquia Super Sentai foram importadas e dubladas em outros países, atingindo grande sucesso em alguns deles. 
No Brasil, Changeman, junto com Jaspion, obteve tamanho sucesso que abriu as portas para a importação e exibição de novas séries, como Flashman (trazida pela Everest Vídeo), Goggle V (importada pela italiana Oro Filmes) e Maskman (pela Top Tape). Há rumores de que havia planos de se trazer as séries Sun Vulcan, Dynaman, Bioman, Liveman, Turboranger e Fiveman para o país, mas nada se concretizou em face do desgaste do gênero ocorrido ao longo dos anos. Anos depois, a empresa Focus Filmes lançou em DVD dois boxes com as séries Changeman e Flashman completas (em 2009 e no biênio 2010-2011, respectivamente).
Na França, a exibição da série Bioman nos anos 80 pelo empreendedor Haim Saban (que mais tarde levaria as séries para os Estados Unidos na forma da adaptação dos Power Rangers) fez tanto sucesso que as séries exibidas subsequentemente naquele país, Maskman e Liveman, foram chamados, respectivamente, de Bioman 2 e Bioman 3, numa jogada de marketing semelhante a usada no Brasil, onde a série Spielvan foi chamada de Jaspion 2. Também foram exibidos Turboranger, Flashman, Jetman e Fiveman. Ainda na Europa, Liveman (exibido com o título de "Bioman"), Turboranger e Jetman (este ultimo, exibido pelo canal regional ETB, dublado na lingua Euskera) foram exibidos na Espanha; Portugal viu a exibição de Turboranger e Jetman, e a TV italiana exibiu Denziman e Goggle V.
Nos anos 80, Bioman, Maskman e Gorenger se tornaram muito populares nas Filipinas. No estado americano do Havaí, algumas séries Super Sentai já tinham sido exibidas desde os anos 70, devido em grande parte ao sucesso de Kamen Rider V3 e Kikaider anteriormente. Nos Estados Unidos, Gorenger foi exibido em Sacramento e São Francisco por um breve período de tempo. Alguns anos mais tarde, alguns episódios de Dynaman foram dublados em inglês e exibidos de forma parodiada no show Night Flight do canal USA Network Television em 1987.
Ha produtora americana Shout Factory licenciou para EUA e Canada 15 series Super Sentai para Streaming e DVD. Os Super Sentai licenciados sao: Chikyu Sentai Fiveman, Chojin Sentai Jetman, Kyoryu Sentai Zyuranger, Gosei Sentai Dairanger, Ninja Sentai Kakuranger, Choriki Sentai Ohranger, Gekiso Sentai Carranger, Denji Sentai Megaranger, Seiju Sentai Gingaman, Kyukyu Sentai GoGoFive, Mirai Sentai Timeranger, Hyakuju Sentai Gaoranger, Ninpu Sentai Hurricaneger, Bakuryu Sentai Abaranger, Tokuso Sentai Dekaranger. 

No dia 30 de Janeiro 2022 a editora New Pop anunciou que esta trazendo o manga do primeiro super sentai feito pelo falecido mangaka Shotaro Ishinomori o Himitsu Sentai Gorenger (Esquadrão Secreto Gorenger), Ainda não tem data de quando o manga será publicado. Só se sabe que o titulo sera lancado pela editora em 2022.  

## Hikounin SentaiAkibaranger
Em 2012, para comemorar 35 anos da franquia Super Sentai, a Toei Company resolveu produzir uma especie de Super Sentai alternativo que seria destinado a adolescentes e adultos, onde no mesmo se usaria sátira para relembrar trechos dos antigos Super Sentai. Esse é o Esquadrão Não-Oficial Akibaranger que conta a historia de Nobuo Akagi, onde ele se torna um super-herói da noite pro dia somente em suas ilusões. Como a série apresenta algum conteúdo adulto, era exibido na madrugada. Pelo fato de não ser uma produção oficial possuiu cerca de 13 episódios. A série surpreendeu a todos em relação a audiência, conseguindo superar ate o Sentai oficial de 2012, e devido a repercussão de Hikounin Sentai foi anunciado uma segunda temporada durante um evento de Super Sentai no Japão, no mesmo ano. Ao todo, Akibaranger durou 26 episódios divididos em duas temporadas.

## Tokusatsu GAGAGA
Em janeiro de 2019, foi produzido um Tokudrama baseado no sentai ficcional Shippuudotou Jyushouwan. A história gira em torno de Kano Nakamura que era uma fanática em Tokusatsu desde a infância. Nessa série, os uniformes se baseiam nos Sentais Megaranger, GoGoV, Gaoranger, Gekiranger e Kyoryuger.
A Serie foi produzida pela NHK Nagoya e não tem relação com a TOEI e com a franquia original dos sentais.

## Kyusei Sentai Wakusaver
Esta série será lançada na Indonésia patrocinada pela produtora GIGA. Esta série apresentará 2 lados, 1 em que apresentará cenas de ação e 2 que apresentará cenas de ação com personagens femininas. Produzida por Hiki Hajime.

## Senpaiger
É na verdade um grupo formado pelos líderes vermelhos de seus respectivos Super Sentai. Exclusivo do filme Zenkaiger vs. Kiramager vs. Senpaiger.

## As séries

### Ishinomori
| Série | Título original         | Tradução literal           | Exibição original  | Temática(s)                                                             | Nº de episódios |
| ----- | ----------------------- | -------------------------- | ------------------ | ----------------------------------------------------------------------- | --------------- |
| 1     | Himitsu Sentai Gorenger | Esquadrão Secreto Gorenger | 5 de abril de 1975 | Espionagem, agentes secretos, investigação, constelações                | 84              |
| 2     | J.A.K.Q. Dengeki Tai    | Equipe Relâmpago JAKQ      | 9 de abril de 1977 | Espionagem, agentes scretos, investigação, cartas de baralho, ciborgues | 35              |

### Período Showa
| Série | Título original          | Tradução literal                  | Título no Brasil              | Exibição original       | Temática(s)                                                              | Nº de episódios |
| ----- | ------------------------ | --------------------------------- | ----------------------------- | ----------------------- | ------------------------------------------------------------------------ | --------------- |
| 3     | Battle Fever J           | Febre de Batalha J                | -                             | 3 de fevereiro de 1979  | Países, dança, agentes secretos, investigação                            | 52              |
| 4     | Denshi Sentai Denziman   | Esquadrão Eletrônico Denziman     | -                             | 3 de fevereiro de 1980  | Astronomia, eletrônica, civilizações antigas                             | 51              |
| 5     | Taiyou Sentai Sun Vulcan | Esquadrão Solar Sun Vulcan        | -                             | 7 de fevereiro de 1981  | Animais, forças armadas (Exército, Marinha e Aeronáutica), energia solar | 50              |
| 6     | Dai Sentai Goggle V      | Grande Esquadrão Goggle V         | Gigantes Guerreiros Goggle V  | 6 de fevereiro de 1982  | Civilizações antigas, ginástica rítmica, pedras preciosas                | 50              |
| 7     | Kagaku Sentai Dynaman    | Esquadrão Científico Dynaman      | -                             | 5 de fevereiro de 1983  | Ciência, química, explosões, beisebol                                    | 51              |
| 8     | Choudenshi Bioman        | Super Elétron Bioman              | -                             | 4 de fevereiro de 1984  | Eletrônica, biologia, vida                                               | 51              |
| 9     | Dengeki Sentai Changeman | Esquadrão Relâmpago Changeman     | Esquadrão Relâmpago Changeman | 2 de fevereiro de 1985  | Mitologia Forças Armadas                                                 | 55              |
| 10    | Choushinsei Flashman     | Supernova Flashman                | Comando Estelar Flashman      | 1° de março de 1986     | Astronomia Luz                                                           | 50              |
| 11    | Hikari Sentai Maskman    | Esquadrão da Luz Maskman          | Defensores da Luz Maskman     | 28 de fevereiro de 1987 | Energia espiritual Artes marciais                                        | 51              |
| 12    | Choujuu Sentai Liveman   | Esquadrão das Super-Feras Liveman | -                             | 27 de fevereiro de 1988 | Animais Conhecimento                                                     | 49              |

### Período Heisei
| Série | Título original                                        | Tradução literal                                                          | Título em Portugal | Exibição original       | Temática(s)                                                                  | Nº de episódios |
| ----- | ------------------------------------------------------ | ------------------------------------------------------------------------- | ------------------ | ----------------------- | ---------------------------------------------------------------------------- | --------------- |
| 13    | Kousoku Sentai Turboranger                             | Esquadrão de Alta Velocidade Turboranger                                  | Turbo-Rangers      | 3 de março de 1989      | Veículos Poluição Magia                                                      | 51              |
| 14    | Chikyuu Sentai Fiveman                                 | Esquadrão Terrestre Fiveman                                               | -                  | 2 de março de 1990      | Educação Família                                                             | 48              |
| 15    | Choujin Sentai Jetman                                  | Esquadrão dos Homens-Pássaros Jetman                                      | Jetman             | 15 de fevereiro de 1991 | Aves Aviação                                                                 | 51              |
| 16    | Kyouryuu Sentai Zyuranger                              | Esquadrão Jurássico Zyuranger                                             | -                  | 21 de fevereiro de 1992 | Animais pré-históricos                                                       | 50              |
| 17    | Gosei Sentai Dairanger                                 | Esquadrão Cinco Estrelas Dairanger                                        | -                  | 11 de fevereiro de 1993 | Mitologia chinesa Artes marciais                                             | 50              |
| 18    | Ninja Sentai Kakuranger                                | Esquadrão Ninja Kakuranger                                                | -                  | 18 de fevereiro de 1994 | Arte ninja                                                                   | 53              |
| 19    | Chouriki Sentai Ohranger                               | Esquadrão Super-Poderoso Ohranger                                         | -                  | 3 de março de 1995      | Arqueologia Forças armadas                                                   | 48              |
| 20    | Gekisou Sentai Carranger                               | Esquadrão Acelerado Carranger                                             | -                  | 1° de março de 1996     | Constelações Trânsito                                                        | 48              |
| 21    | Denji Sentai Megaranger                                | Esquadrão Eletromagnético Megaranger                                      | -                  | 14 de fevereiro de 1997 | Tecnologia digital Física                                                    | 51              |
| 22    | Seijuu Sentai Gingaman                                 | Esquadrão das Feras-Estelares Gingaman                                    | -                  | 22 de fevereiro de 1998 | Astronomia Animais                                                           | 50              |
| 23    | Kyukyu Sentai Go Go V                                  | Esquadrão de Resgate GoGo V                                               | -                  | 21 de fevereiro de 1999 | Equipes de Resgate (Bombeiros, Paramédico, etc)                              | 50              |
| 24    | Mirai Sentai Timeranger                                | Esquadrão do Futuro Timeranger                                            | -                  | 13 de fevereiro de 2000 | Viagem no Tempo Polícia                                                      | 51              |
| 25    | Hyakujuu Sentai Gaoranger                              | Esquadrão das Cem Feras Gaoranger                                         | -                  | 18 de fevereiro de 2001 | Animais                                                                      | 51              |
| 26    | Ninpuu Sentai Hurricanger                              | Esquadrão dos Ninjas do Vento Hurricanger                                 | -                  | 17 de fevereiro de 2002 | Arte ninja                                                                   | 51              |
| 27    | Bakuryuu Sentai Abaranger                              | Esquadrão dos Explodinos Abaranger                                        | -                  | 16 de fevereiro de 2003 | Dinossauros Realidade Paralela Química Física Biologia                       | 50              |
| 28    | Tokusou Sentai Dekaranger                              | Esquadrão de Investigação Especial Dekaranger                             | -                  | 15 de fevereiro de 2004 | Policiais Espaciais Metal Hero                                               | 50              |
| 29    | Mahou Sentai Magiranger                                | Esquadrão Mágico Magiranger                                               | -                  | 13 de fevereiro de 2005 | Mágia Elementos da Natureza                                                  | 49              |
| 30    | Gogo Sentai Boukenger                                  | Esquadrão Vibrante Boukenger                                              | -                  | 19 de fevereiro de 2006 | Arqueológia Preservação de Relíquias Veículos de Serviço                     | 49              |
| 31    | Juuken Sentai Gekiranger                               | Esquadrão Punho-de-Fera Gekiranger                                        | -                  | 19 de fevereiro de 2007 | Energia Espiritual Obtida por Artes marciais Inspiradas em Animais selvagens | 49              |
| 32    | Engine Sentai Go-Onger                                 | Esquadrão Motorizado Go-Onger                                             | -                  | 18 de fevereiro de 2008 | Veículos-Animais Autorama Dimensões Paralelas                                | 50              |
| 33    | Samurai Sentai Shinkenger                              | Esquadrão Samurai Shinkenger                                              | -                  | 15 de fevereiro de 2009 | Samurais Origami                                                             | 49              |
| 34    | Tensou Sentai Goseiger                                 | Esquadrão de Veste Celestial Goseiger                                     | -                  | 14 de fevereiro de 2010 | Anjos                                                                        | 50              |
| 35    | Kaizoku Sentai Gokaiger                                | Esquadrão Pirata Gokaiger                                                 | -                  | 13 de fevereiro de 2011 | Piratas Espaciais Equipes Super Sentai Anteriores                            | 51              |
| 36    | Tokumei Sentai Go-Busters                              | Esquadrão de Missões Especiais Go Busters                                 | -                  | 26 de fevereiro de 2012 | Agentes secretos Mundo Virtual Andróides Baseados em Animais                 | 50              |
| EX1   | Hikonin Sentai Akibaranger                             | Esquadrão Não-Oficial Akibaranger                                         | -                  | 6 de abril de 2012      | Paródia Super Sentai Toei Company                                            | 13              |
| 37    | Zyuden Sentai Kyoryuger                                | Esquadrão Eletrossauro Kyoryuger                                          | -                  | 17 de fevereiro de 2013 | Dinossauros Carnaval Brasileiro                                              | 48              |
| EX2   | Hikonin Sentai Akibaranger Season 2                    | Esquadrão Não-Oficial Akibaranger 2ª temporada                            | -                  | 4 de abril de 2013      | Paródia Super Sentai Toei Company                                            | 13              |
| 38    | Ressha Sentai ToQger                                   | Esquadrão de Trens ToQger                                                 | -                  | 16 de fevereiro de 2014 | Trens Imaginação Amizade Infância                                            | 47              |
| 39    | Shuriken Sentai Ninninger                              | Esquadrão Shuriken Ninninger                                              | -                  | 22 de fevereiro de 2015 | Ninjas                                                                       | 47              |
| 40    | Doubutsu Sentai Zyuohger                               | Esquadrão Animal Zyuohger                                                 | -                  | 14 de fevereiro de 2016 | Animais Cubo Mágico                                                          | 48              |
| 41    | Uchuu Sentai Kyuranger                                 | Esquadrão Espacial Kyuranger                                              | -                  | 12 de fevereiro de 2017 | Astronomia Constelações Esferas                                              | 48              |
| 42    | Kaitou Sentai Lupinranger VS Keisatsu Sentai Patranger | Esquadrão de Ladrões-Fantasma Lupinranger VS Esquadrão Policial Patranger | -                  | 11 de fevereiro de 2018 | Ladrões Policiais                                                            | 51              |
| 43    | Kishiryu Sentai Ryusoulger                             | Dino Cavaleiros Ryusoulger                                                | -                  | 17 de março de 2019     | Cavalaria medieval Dinossauros                                               | 48              |

### Período Reiwa
| Série | Título original            | Tradução literal                         | Exibição original                                               | Temática(s)                                                                        | Nº de episódios |
| ----- | -------------------------- | ---------------------------------------- | --------------------------------------------------------------- | ---------------------------------------------------------------------------------- | --------------- |
| 44    | Mashin Sentai Kiramager    | Esquadrão Reluzente Kiramager            | 08 de Março de 2020                                             | Veículos e Pedras preciosas                                                        | 45              |
| 45    | Kikai Sentai Zenkaiger     | Esquadrão Mecanizado Zenkaiger           | 07 de Março de 2021 20 de fevereiro de 2021 (aparição no movie) | Antigas equipes Sentais do passado, Tecnologia Mecânica e Universos Alternativos   | 49              |
| 46    | Avataro Sentai Donbrothers | Esquadrão do Garoto Enérgico Donbrothers | 06 de março de 2022                                             | Lenda do Momotarō e transformações de Equipes Super Sentais do Passado             | 50              |
| 47    | Ohsama Sentai King-Ohger   | Esquadrão Majestoso King-Ohger           | 05 de março de 2023                                             | Reis e Insetos                                                                     | 50              |
| 48    | Bakuage Sentai Boonboomger | Esquadrão de Alta Explosão Boonboomger   | 03 de março de 2024                                             | Carros e Explosões                                                                 | 48              |
| 49    | No.1 Sentai Gozyuger       | Esquadrão Numero 1 Gozyuger              | 16 de fevereiro de 2025                                         | Animais, Aneis, Battle Royale e transformações de Equipes Super Sentais do Passado |                 |

## Super Sentai nos animes
- Honki Sentai Gatchiranger

Traduzido como “Esquadrão Sério Gachiranger“, o quinteto trata-se de uma paródia referenciada numa das séries de anime da Mitsudomoe.
- Tokumu Sentai Shinesman

Lançado originalmente como mangá em 1993, Shinesman ganhou versão animada em 1996, totalizando dois episódios.
Na história, Voice, o rei de um planeta alienígena declara guerra a Terra. Sua estratégia para isso é enviar o Príncipe Sasaki e seu assistente Seki ao planeta e formar uma corporação grande o bastante para dominá-lo. Para enfrentá-los, uma corporação concorrente funda os Shinesman.
- Gatchaman

Gatchaman é uma série em anime que depois ganha cor. É uma história dos 5 integrantes da organização ninja, que lida contra a organização Galactor. Essa série sofre retaliação tendo cortes nos episódios em alguns países e seus personagens tendo nomes adaptados e também o nome da série, a primeira temporada como G-Force e Batalha dos Planetas e a segunda fase como Eagle Riders. Também é feito um OVA e filme da série.
- Voltron

Essa série também segue a mesma sequência em que um grupo de pessoas operam mechas para formar o robô Go-Lion. 
- Samurai Flamenco

Samurai Flamenco é um anime da Fuji TV que traz a história de Masayoshi Hazama, um jovem adulto que deseja realizar seu sonho de infância e se tornar um super herói, mesmo não tendo super poderes.
- WestStopRangers

Na verdade, Tari Tari é um anime que traz a história de cinco estudantes japoneses de ensino médio que ainda são jovens para serem chamados de adultos, porém velhos para serem considerados crianças.
Nos episódios 9 e 10 da série eles aceitam um trabalho temporário cuja função é atrair pessoas que passam pela rua para um clube. Para a ação ser mais efetiva, eles decidem se fantasiar de Super Sentai: os WestStopRangers!
- Daitenjin

Daitejin é um esquadrão que aparece no episódio 18 do anime Excel Saga. Nessa aventura, os membros do departamento de segurança da cidade recebem novos trajes e equipamentos para combater a criminalidade.
- Love After World Domination

Cinco jovens, que possui o mesmo design dos uniformes do Gatchaman confrontam a organização Gekko, conhecidos como Super Sentai Gelato. Porém, Fudou Aikawa, Gelato vermelho, acaba se apaixonando por Desumi Magahara, a Princesa Ceifadora, do lado inimigo e para tanto tem de esconder que estão namorando. Também ganha dublagem brasileira.
- Anime Sentai Animenger

Na verdade, Animenger é o Super Sentai assistido pelos personagens do anime Myself Yourself.
No episódio 9 eles vão a um parque assistir a apresentação ao vivo do esquadrão e durante três minutos somos contemplados com ótimas cenas de ação dos Animenger contra seus inimigos. Mesmo que não acompanhe o anime inteiro, confira, pelo menos, a cena em que o esquadrão aparece.
- Sentai Daishikkaku

Também conhecido como Go! Go! Loser, Ranger.
Treze anos atrás, o Exército Vilão do Mal tentou invadir a Terra, enfrentando o esquadrão Super Sentai conhecido como Divine Dragon Rangers (竜神戦隊ドラゴンキーパー, Ryūjin Sentai Doragon Kīpā, lit.) , também conhecidos como Guardiões do Dragão, e suas super armas, as Ferramentas Divinas. O exército do mal, no entanto, foi derrotado em um ano, todos os seus executivos exterminados e os soldados sobreviventes (e quase imortais) foram forçados desde então a reencenar sua derrota para os Guardiões na frente de uma multidão de espectadores todos os domingos. Cansado da farsa, e percebendo que isso equivale a pouco mais do que escravidão, um dos soldados de infantaria se rebela e decide que derrotará os Guardiões do Dragão infiltrando-se na organização. Segunda a série também a ganhar dublagem brasileira. Ela lembra a uma série norte-americana The Boys.
- Sentai Red Isekai de Boukensha ni Naru

A história foca em Togo Asagaki, conhecido como Kizuna Red e líder do esquadrão Kizuna Five. Depois de derrotar o Breakup King, ele acaba sendo mandado para outro mundo. Seus designs lembra os Sentais Lupinranger de Lupinranger VS Patranger e o Sentai atual N°1 Sentai Gozyuger. Parte do elenco que dublam os membros das cinco cores, exceto o vermelho, também já atuaram em séries de Super Sentai do período Heisei, Megaranger (blue), Kakuranger (blue), Go-Busters (yellow), Dekaranger (pink) e Gokaiger (yellow).

## Exibição no Brasil
- Goggle V - Bandeirantes (1990), Record (1993).
- Changeman - Manchete (1988), Record (1994), CNT-Gazeta (1996),  Ulbra TV (2013), Rede Brasil (2013), TV Diário e CentralTV Canal 25, Bandeirantes (2020).
- Flashman -  Manchete (1989), Record (1994), Rede Brasil (2010 e 2021), Ulbra TV, TV Diário (2018), CentralTV Canal 25 (Atualmente).
- Maskman - Manchete (1991-1992/1999), RedeTV! (1999), TV Diário (Atualmente).

## Exibição original em Portugal
- Turboranger - RTP1 (1992-1993) - Legendado / Áudio em francês (episódios 1-29) / Áudio no idioma original (episódio 30 em diante).
- Jetman - RTP1 (1993-1994) - Legendado / Áudio no idioma original.

## Exibição original na Itália
- Battle Fever J - Italia7 - Dublado, apenas o 1° episódio.
- Denziman - Televisão regional - Dublado.
- Goggle V - Italia7 - Dublado.

## Exibição original na França
- Bioman - Canal Plus (1985); TF1 (1987).
- Maskman - TF1 (1988).
- Flashman -  TF1 (1988) - Todos os 50 episódios foram dublados, mas apenas os primeiros 21 episódios foram exibidos.
- Liveman - TF1 (1989).
- Turboranger -  TF1 (1990) - Apenas os episódios 2 a 29 foram dublados. 30 e 31 também foi dublado, mas não foi exibido por problemas técnicos. O primeiro episódio não foi dublado.
- Fiveman -  TF1 (1991) - 23 dos 48 episódios foram realmente dublados, mas apenas os primeiros 5 episódios foram exibidos.
- Jetman -  TF1 (1993/94) - Apenas 28 dos 51 episódios foram dublados. Alguns episódios foram ignorados porque os psicólogos da rede alegaram que a série foi considerada muito violenta para ir ao ar e foi repentinamente retirada do canal.

## Exibição original na Coreia do Sul
Na Coreia do Sul a maioria das séries Super Sentai são exibidos desde Bioman em 1984. Hoje em dia as séries são chamadas de Power Rangers e a maioria tem "Force" em seus nomes.

## Exibição original na Espanha
- Liveman - TVE1 (1990-1991).
- Turboranger - TVE1 (1992-1993).
- Jetman - ETB 1 (1994-1996).

## Manga no Brasil
- Himitsu Sentai Gorenger NewPOP